# Nashik (Division)
Nashik (Marathi जळगाव विभाग) ist eine Division im indischen Bundesstaat Maharashtra. Sie liegt teilweise in der Region Khandesh im Tal des Tapti.

## Geschichte
Der nördliche Teil bildete bis 1906 den Distrikt Khandesh, der dann in East und West geteilt wurde. Am 21. Oktober 1960 wurde der Distrikt East Khandesh in Distrikt Jalgeon umbenannt; der Distrikt West Kandash wurde in Distrikt Dhule umbenannt. Der Distrikt Nandurbar wurde am 1. Juli 1998 aus dem Distrikt Dhule gebildet.

## Distrikte
Die Division gliedert sich in fünf Distrikte:
| Distrikt   | Hauptstadt | Fläche in km² | Einwohner (Stand: 2011) | Bev.-Dichte in Ew/km² |
| ---------- | ---------- | ------------- | ----------------------- | --------------------- |
| Ahmednagar | Ahmednagar | 17.048        | 4.543.159               | 266                   |
| Dhule      | Dhule      | 7.195         | 2.050.862               | 285                   |
| Jalgaon    | Jalgaon    | 11.765        | 4.229.917               | 360                   |
| Nandurbar  | Nandurbar  | 5.955         | 1.648.295               | 277                   |
| Nashik     | Nashik     | 15.530        | 6.107.187               | 393                   |